# Antonio Montanari
Antonio Maria Montanari (* 29. November 1676 in Modena; † 2. April 1737 in Rom) war ein italienischer Violinist und Komponist des Barock.

## Leben
Über Montanaris frühe Ausbildung gibt es keine Hinweise. Erst in der Zeit zwischen 1692 und seinem Todesjahr 1737 ist sein Aufenthalt in Rom nachgewiesen, wo er anfangs bei Arcangelo Corelli studierte. Montanari hatte Anstellungen im Orchester des Kardinals Ottoboni und ab 1712 eine feste Anstellung in dessen Haus. Vorher war er auch für verschiedene andere römische Adelsfamilien tätig; so war er zwischen 1695 und 1708 in den Diensten des Kardinals Giovanni Paolo Colonna. Zwischenzeitlich war Montanari für den Kardinal Benedetto Pamphili und die Accademia del Disegno di S. Luca tätig. Montanari gehörte zu den ausführenden Musikern, die 1708 im Palazzo Ruspoli Händels La Resurrezione aufführten.
Antonio Montanari muss ein hohes Ansehen als Geiger gehabt haben; sein Name ist immer zu Beginn der Musikerlisten zu finden. In Niederschriften wird er als der „virtuosissimo suonatore di violino“ beschrieben. Johann Georg Pisendel, der vorher schon bei Giuseppe Torelli und Antonio Vivaldi Unterricht genommen hatte, wurde 1717 von Montanari unterwiesen. Giuseppe Valentini widmete ihm in seinen Triosonaten op. 5 und Sonaten op. 8 je ein Werk unter dem Titel La Montanari, des Weiteren widmete er ihm ein Sonett.
Zeitgenössischen Quellen zufolge experimentierte Montanari mit enharmonischen Mikro-Intervallen. Sein hohes Ansehen als Violinist wird dadurch deutlich, dass er als Lehrer vieler talentierter Geiger in Rom gilt, vor allem nach dem Tode Corellis.
François-Joseph Fétis kolportierte ein Gerücht, dass Antonio Montanari vor Gram gestorben sei, nachdem er Pasquale Binis virtuoses Spiel gehört hatte.

## Werke
- 1 Sonata in der Sammlung Sonate a Violino e Violoncello di vari Autori (Bologna 1695)
- op. 1: 8 Concerti, quatro a Violino principale e quatro a doi Violini di Concerto con suoi Ripieni (Amsterdam um 1730)
- 4 Concerti: 3 für Solovioline, 1 für 2 Soloviolinen, Streicher und Basso continuo
- Concerto für Solovioline, Streicher und Basso continuo
- weitere Sonate da camera und da chiesa als Solo- oder Triosonaten, teils auch in Besetzung mit Oboen

Eine um 1726 bei Le Cène in Amsterdam unter dem Namen Francesco Montanaro erschienene Sammlung von 6 Sonaten für Violine, Violoncello und Basso continuo op. 1 wurde früher ebenfalls Antonio Montanari zugeschrieben; Talbot (2005) hält dies jedoch aus stilistischen Gründen für unwahrscheinlich.